# Assassin’s Creed (film)
Assassin’s Creed – amerykańsko–francuski film przygodowy w reżyserii Justina Kurzela. Jego światowa premiera odbyła się 21 grudnia 2016, a polska 6 stycznia 2017. Film bazuje na serii gier komputerowych Ubisoftu o tym samym tytule. W przeciwieństwie do gier większa część akcji filmu rozgrywa się w teraźniejszości, a nie w przeszłości.

## Fabuła
Film Assassin’s Creed nie jest bezpośrednią adaptacją gry komputerowej. Akcja filmu – podobnie jak w grach z serii – rozgrywa się zarówno w XXI wieku, jak i w przeszłości. Głównym bohaterem filmu jest Callum Lynch, który zostaje porwany przez templariuszy. Lynch zostaje umieszczony w animusie w siedzibie korporacji Abstergo w Madrycie. Przy pomocy animusa templariusze próbują poznać wspomnienia przodka głównego bohatera – Aguilara, który był asasynem żyjącym w XV-wiecznej Hiszpanii w czasach Inkwizycji. Porywacze podejrzewają, że przodek Lyncha posiadał wiedzę na temat potężnego artefaktu, który umożliwia kontrolę ludzkości i eliminuje wolną wolę wśród ludzi.

## Obsada
- Michael Fassbender jako Callum Lynch i Aguilar de Nerha[6]
- Marion Cotillard jako Sophia Rikkin[7]
- Jeremy Irons jako Alan Rikkin[8]
- Brendan Gleeson jako ojciec Calluma Lyncha[7]
- Michael K. Williams jako Moussa i Baptiste[9]
- Ariane Labed jako Maria[10]
- Matias Varela jako Emir i Yusuf[11]
- Denis Ménochet jako szef ochrony Abstergo[12]

## Produkcja

### Planowanie
W październiku 2011 Sony Pictures ogłosiło, że rozpoczęło ostateczne negocjacje z Ubisoft Motion Pictures, mające na cele zrealizowanie trójwymiarowego filmu na motywach gier z serii Assassin’s Creed. W lipcu 2012 roku ogłoszono, że główną rolę w filmie zagra Michael Fassbender, który za pośrednictwem swojej wytwórni filmowej, DMC Film, będzie również jego koproducentem. Dyrektor generalny Ubisoft Motion Pictures Jean-Julien Baronnet stwierdził, że Fassbender był pierwszy wyborem studia pod względem obsady. Rozmowy z Sony Pictures zostały zawieszone, ponieważ decydenci z Ubisoftu postanowili stworzyć film niezależnie w celu zachowania większej kontroli nad jego kształtem. Sony mogło w dalszym ciągu dystrybuować film, Ubisoft odmówiło jednak prowadzenia dalszych rozmów do czasu wybrania reżysera i scenarzysty. W październiku Ubisoft ogłosił, że film będzie koprodukowany przez wytwórnię New Regency, a dystrybuowany przez  20th Century Fox. New Regency sfinansowało część film, żeby uchronić Ubisoft przed potencjalnym fiaskiem finansowym, a jednocześnie nie zostać wykluczonym z procesu twórczego. Film współfinansowany został również przez RatPac Entertainment i Alpha Pictures. Baronnet wyjawił, że ma nadzieję na wypuszczenie filmu wraz z nową grą z serii.
W styczniu 2013 jako scenarzystę zatrudniono Michaela Lesslie’a, zaś w czerwcu Frank Marshall rozpoczął negocjacje mające na celu koprodukcję filmu. W lipcu Scott Frank zapowiedział, że rozpoczął nanoszenie poprawek do scenariusza, który następnie przepisany został jeszcze przez Adama Coopera i Billa Collage’a. W kwietniu 2014 roku Justin Kurzel rozpoczął negocjacje w sprawie wyreżyserowania filmu. W czerwcu chęć zagrania w nim wyraziła Olivia Munn.

### Preprodukcja
12 lutego 2015 dyrektor generalny Ubisoftu Yves Guillemot potwierdził, że wytwórnia New Regency rozpoczęła produkcję filmu. Następnego dnia ujawniono, że do obsady dołączyła Marion Cotillard, a rozpoczęcie zdjęć planowane jest na końcówkę roku. W kwietniu Fassbender uściślił, że zdjęcia rozpoczną się we wrześniu. W maju ujawniono, że Alicia Vikander prowadzi rozmowy na temat występu w filmie, jednak w czerwcu zdecydowała się przyjąć rolę w Jasonie Bournie, a zamiast niej w Assassin’s Creed obsadzono Ariane Labed. W lipcu do obsady dołączył Michael K. Williams. W sierpniu ujawniono, że Fassbender wcieli się w Calluma Lyncha oraz jego przodka, piętnastowiecznego hiszpańskiego asasyna Aguilara.

### Okres zdjęciowy
Główny okres zdjęciowy filmu rozpoczął się 31 sierpnia 2015, a zdjęcia realizowano na Malcie, w Londynie, Hiszpanii oraz studio 007 Stage w Pinewood Studios. Za zdjęcia odpowiadał Adam Arkapaw, a za scenografie Andy Nicholson. W październiku do obsady dołączyli Jeremy Irons i Brendan Gleeson. W grudniu zdjęcia przeniesiono do Hiszpanii, wyjawiono również, że Irons wciela się w rolę Alana Rikkina, dyrektora generalnego Abstergo Industries. Główny okres zdjęciowy zakończył się 15 stycznia 2016 roku, zaś w lipcu zrealizowano dodatkowe zdjęcia w katedrze w Ely.
W maju 2016 ujawniono, że ścieżkę dźwiękową do filmu skomponuje brat reżysera, Jed Kurzel.

## Premiera
Pierwotna premiera filmu, ogłoszona w maju 2013, planowana była na 22 maja 2015, została jednak przesunięta na 19 czerwca. W listopadzie 2013 została przesunięta po raz kolejny, na 7 sierpnia. W październiku 2014 ogłoszono, że film zadebiutuje dopiero w 2016 roku. W styczniu 2015 podano ostateczną datę premiery, zaplanowaną na 21 grudnia 2016.

## Odbiór

### Box office
Film przyniósł blisko 55 milionów dolarów przychodu z biletów w USA i Kanadzie oraz równowartość około 186 milionów w pozostałych krajach; w sumie ponad 240 mln USD.

### Reakcja krytyków
Film spotkał się z negatywną reakcją krytyków. W agregatorze recenzji Rotten Tomatoes 18% z 228 recenzji uznano za pozytywne, a średnia ocen wystawionych na ich podstawie wyniosła 4,0 na 10. Z kolei w agregatorze Metacritic średnia ważona ocen z 38 recenzji wyniosła 36 na 100.

## Powiązania z grami komputerowymi
Aymar Azaïzia, dyrektor ds. marki Assassin’s Creed w Ubisofcie, stwierdził, że film, będący „zupełnie nową historią, z nowymi bohaterami pojawiającymi się w naszym uniwersum”, daje możliwości, żeby pojawiły się w nim „pewne znane twarze”, a fabuła rozgrywająca się współcześnie dotyczyć będzie Abstergo Industries. Fassbender stwierdził, że twórcy filmu chcąc uszanować elementy znane z gier, chcąc jednak dodać do nich coś od siebie. Dodał, że pracując nad serią X-Men nauczył się, że widzowie chcą być zaskakiwani i oglądać w nowej formie rzeczy, które już znają. Na potrzeby filmu całkowicie przeprojektowano animusa, maszynę pozwalającą przeżywać wspomnienia przodków – z krzesła zamieniono ją na mechaniczne ramię podnoszące człowieka w powietrze, co pozwoliło wprowadzić dodatkowe środki ekspresji. Fassbender dodał, że zmiana ta podyktowana była również chęcią uniknięcia skojarzeń z Matriksem. W filmowej siedzibie Abstergo znajduje się pomieszczenie z artefaktami, w którym przetrzymywane są m.in. bronie postaci znanych z gier, w tym m.in. miecz Altaïra ibn La-Ahada z Assassin’s Creed, łuk Ratonhnhaké:tona z Assassin’s Creed III, pistolety skałkowe Edwarda Kenwaya z Assassin’s Creed IV: Black Flag i laska z ukrytym ostrzem Jacoba Frye’a z Assassin’s Creed: Syndicate. Fassbender stwierdził, że Ubisoft był zainteresowany elementami stworzymi na potrzeby filmu i rozważa wprowadzenie niektórych z nich do gier.
W filmie pojawi się również charakterystyczny dla serii „skok wiary”. Zespół odpowiedzialny za produkcję chciał, żeby wszystkie elementy były jak najbardziej realistyczne, dlatego zrezygnowano z użycia efektów specjalnych. Skok z 38 metrów wykonany został przez kaskadera Damiena Waltersa, będąc „jednym z największych od niemal 35 lat”.

## Niezrealizowane kontynuacje
W marcu 2016 Daphne Yang, dyrektor generalny tajwańskiej firmy CatchPlay będącej współproducentem filmu, stwierdziła, że New Regency rozważa stworzenie serii filmowej, jako że oparty jest on na „odnoszącej sukcesy serii gier Ubisoftu i stanowi idealny materiał na kontynuacje”. Planowane są dwa kolejne filmy, z których planowanie pierwszego rozpoczęło się w trakcie produkcji Assassin’s Creed.